# Витебское восстание
Витебское восстание 1623 года — восстание православных горожан Витебска против насаждения униатства. Главным непосредственным результатом восстания стало убийство униатского (греко-католического) архиепископа Иосафата Кунцевича.

## Предыстория
Брестская уния 1596 года разделила христианское население Великого Княжества Литовского на униатов и «схизматиков». Один из центров сопротивления унии стало Витебское воеводство. Оппозицию унии составили братские школы (в Вильне и Киеве), в составе которых действовал Мелетий (Смотрицкий). Для насаждения унии в Витебское воеводство прибыл полоцкий архиепископ Иосафат Кунцевич. Он распорядился закрыть православные храмы и монастыри, а также принуждить православных прихожан к переходу в унию. Православным священникам запрещалось появляться[уточнить] в городах и их окрестностях, нарушителям этого распоряжения грозило тюремное заключение. Так, в частности, был арестован священник Илия, совершавший богослужения в шалаше за городом. В 1622 году произошёл инцидент с нападением разгневанных жителей Витебска во время церковной службы на униатское духовенство во главе с Кунцевичем, которое было избито. Арестованные участники нападения были освобождены горожанами после штурма городской ратуши. После этого Иосафат Кунцевич усилил гонения на православных.

## Восстание

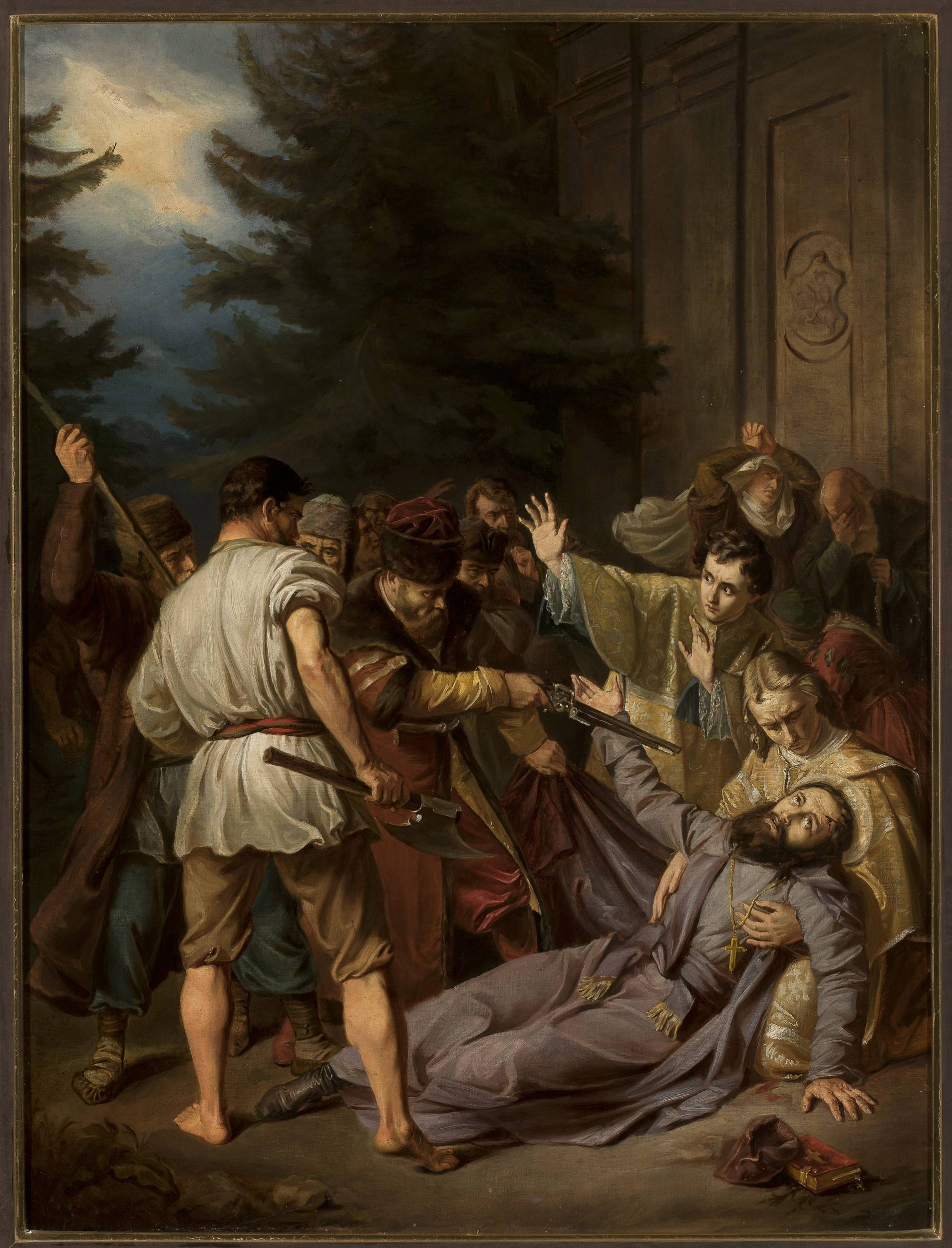
Йозеф Зимлер. «Мученическая смерть Иосафата Кунцевича.» 1861 г.

Витебское восстание началось 12 ноября 1623 года под руководством витебчанина Степана Пасиора, полочанина Петра Васильевича, его сына Василия и других. В восстании участвовали также жители Полоцка, Могилёва, Орши и деревень Витебского воеводства. По сигналу колоколов ратуши и православных храмов несколько тысяч православных направились к резиденции Кунцевича, где убили его и, протащив тело по улицам города, сбросили его в Западную Двину. Вместе с Кунцевичем было убито ещё несколько униатских священников, уничтожен архив архиепископа, разграблено его имущество.
По требованию папы Урбана VIII король польский и великий князь литовский Сигизмунд III направил в Витебск вооружённые отряды, которые силой подавили восстание. На последовавшем суде были приговорены к смерти 120 человек, из них казнены 19, в том числе два бургомистра (Наум Волк и Семен Неша). 78 человек вместе со Степаном Пасиором бежали и были приговорены заочно. Поскольку соучастниками восстания были объявлены все горожане Витебска, город был лишён магдебургского права и всех остальных привилегий. Витебская ратуша была разрушена, также на город был наложен штраф в 3079 злотых. Все колокола города были перелиты в один колокол в память о Иосафате Кунцевиче.
В 1643 году Урбан VIII признал Кунцевича блаженным, а в 1867 году Пий IX причислил его к лику святых, провозгласив покровителем Руси и Польши. В энциклике Ecclesiam Dei Пий XI назвал Кунцевича «апостолом единения».
В 1980 году на здании витебской ратуши была установлена мемориальная доска в память о повстанцах. Ныне она демонтирована[кем?][когда?].